# Condado de Carlet
El condado de Carlet es un título nobiliario creado por el rey Felipe III el 3 de mayo del año 1604, fecha en que concedió el rango de conde al noble Jorge de Castellví y López de Mendoza, titular del señorío de Carlet, localidad valenciana de la Ribera del Júcar, la cual, en consecuencia, pasaba a ser “condado”. Castellví era, además, señor de Tous y de Terrabona.

## Orígenes
El señorío de Carlet había surgido a raíz de la conquista cristiana del reino de Valencia, cuando en 1238, el rey Jaime el Conquistador hizo donación de la villa y castillo de Carlet a Pere de Montagut, caballero que estableció en 1251 una reducida comunidad cristiana mediante carta de población, que fue confirmada por el rey el 22 de diciembre de 1274.

## Evolución
Tras un tiempo en manos de Vidal de Vilanova (esposo de Elvira de Castellví), y de un año bajo el dominio de los jurados de Valencia, volvió a los Castellví al ser recuperada por Gonzalo de Castellví (1375). Su nieto, Galcerán de Castellví y Maçana, era señor de Carlet, Benimodo y Massalet, y el bisnieto de este último, Galcerán de Castellví y Vic, estableció un vínculo agnaticio sobre sus estados señoriales. Jorge de Castellví y López de Mendoza, I conde de Carlet, fue nieto de Castellví y Vic. La línea se extinguió con su tataranieto, Joaquín Antonio de Castellví e Idiáquez (m. 1800) VI conde de Carlet, V conde de la Alcudia y VII conde de Gestalgar.

## Heráldica
En la expedición del título hecha por Felipe III a Jorge de Castellví y López de Mendoza se describen como en campo azul, un castillo de plata con puertas y ventanas azules, masón negro y con borde de plata, estando el escudo timbrado por medio cuerpo de un unicornio.

## Sucesores
| Condes de Carlet (creación por Felipe III en 1604) | Condes de Carlet (creación por Felipe III en 1604) | Condes de Carlet (creación por Felipe III en 1604) |
| -------------------------------------------------- | -------------------------------------------------- | -------------------------------------------------- |
| I                                                  | Jorge de Castellví y López de Mendoza              |                                                    |
| II                                                 | Jacinto de Castellví y Zapata de Calatayud         |                                                    |
| III                                                | Felipe de Castellví y Zapata de Calatayud          |                                                    |
| IV                                                 | Felipe Lino de Castellví                           | (1670-1740)                                        |
| V                                                  | Joaquín de Castellví y Escrivá de Híjar            | (m. 1760)                                          |
| VI                                                 | Joaquín Antonio de Castellví e Idiáquez            | (m. 1800)                                          |
| VII                                                | Antonio Benito de Castellví y Durán                |                                                    |
| VIII                                               | Antonio de Castellví y Fernández de Córdoba        |                                                    |
| IX                                                 | Antonio de Castellví y Shelly                      |                                                    |
| X                                                  | Ricardo Castellví e Ibarrola                       | (1836-1876)                                        |
| XI                                                 | Isabel María del Carmen de Castellví y Gordon      | (1867-1949)                                        |
| XII                                                | Ricardo Armet de Castellví                         |                                                    |
| XIII                                               | Javier de Armet y Xiol                             | (1978-1982)                                        |
| XIV                                                | María Paloma Barris y Armet de Castellví           | (1982-2008)                                        |
| XV                                                 | Federico Coll y Barris                             | (desde 2008)                                       |